# Alternaria gaisen
Alternaria gaisen är en svampart som beskrevs av Nagano 1928. Alternaria gaisen ingår i släktet Alternaria och familjen Pleosporaceae.   Inga underarter finns listade i Catalogue of Life.